# Mariella Farré
Mariella Farré (* 1963 im Kanton Thurgau; eigentlich Gabriella Ricamato-Filomeno) ist eine Schweizer Sängerin.

## Biografie
Geboren als Tochter einer Schweizerin und eines Italieners wuchs sie mit drei Geschwistern in Schaffhausen auf. Ihre ersten Bühnenerfahrungen sammelte sie an verschiedenen Musikfestivals, mit 15 Jahren ging sie erstmals als Siegerin aus einem dieser Wettbewerbe hervor.
1983 nahm sie für die Schweiz am Eurovision Song Contest teil, nachdem sie den nationalen Vorentscheid gewonnen hatte. Zwei Jahre zuvor scheiterte sie am Vorentscheid, in dem sie Sechste wurde. Beim Wettbewerb 1983 in München erreichte sie mit ihrem Lied Io così non ci sto (dt. „Ich bin nicht einverstanden“) Platz 15.
1985 trat sie beim Vorentscheid mit zwei Stücken an, nämlich Oh, mein Pierrot, das Platz 7 erreichte, und dem späteren Gewinner Piano, piano, den sie zusammen mit Pino Gasparini vortrug. Beim Eurovision Song Contest 1985 erreichte Piano, piano den 12. Rang.
Heute ist Mariella Farré Besitzerin zweier Tanzschulen in Brugg und Wohlen.

## Diskografie
Singles
- Zwei in einem Boot (1980)
- Io così non ci sto (1983)
- Magica notte (1983)
- Piano, piano (1985) (mit Pino Gasparini)